# شوربة السلاحف
حساء السلاحف (بالإنجليزية: Turtle Soup)‏ هو عبارة عن حساء مصنوع من لحم السلاحف، خصوصاً السلاحف الصينية الناعمة الدرع، السلاحف الخضراء، والسلاحف النهاشة.
يعتبر هذا الحساء من أشهر الأطباق الصينية، التي تحتوي على قيمة غذائية مرتفعة ومذاق عشبي مميز، ويستخدم فيها في العادة من مختلف أجزاء السلحفاة، كالجلد واللحم والأعضاء الداخلية. يعتبر صنع مثل هذا الحساء غير قانوني إن استخدم فيه لحم السلاحف النادرة أو المهددة بالانقراض.